# Любомир Заоралек
Любомир Заоралек (чеськ. Lubomír Zaorálek; нар. 6 вересня 1956, Острава, Чехословаччина) — чеський політик, з 1996 року — депутат Палати депутатів Парламенту Чеської Республіки від Чеської соціал-демократичної партії, з 11 липня 2002 по 14 серпня 2006 голова, з 24 червня 2010 року — заступник голови Палати депутатів Парламенту Чеської Республіки. З 29 січня 2014 міністр закордонних справ Чехії.

## Біографія
У 1982 році закінчив Філософський факультет Університету ім. Яна Евангелісто Пуркінє в Брно, відділення марксистсько-ленінської філософії і політичної економії. Після університету працював на Чехословацькому телебаченні в Остраві драматургом, звідки змушений був звільнитися з політичних мотивів. У 1986–1989 роках був членом Чеської національно-соціальної партії. У листопаді 1989 року став одним із засновників Громадянського форуму в Остраві.
У січні 1990 року був обраний депутатом Федеральних зборів ЧССР як безпартійний, потім від суспільно — політичної організації Громадянський форум. Залишався депутатом Федеральних зборів до виборів у червні 1990 року. У 1994 році вступив до Чеської соціал-демократичної партії (ČSSD).
На виборах 1996 року був обраний до Палати депутатів Парламенту Чеської республіки, потім успішно переобраний на виборах 1998, 2002, 2006 і 2010 років. З 2010 року був заступником Голови Палати депутатів і міністром закордонних справ тіньового уряду ČSSD.
Є головою правління Масарикової демократичної академії.
Розлучений, має трьох дітей.